# Pierre Hahn
Pierre Hahn (Clichy, 4 de maio de 1936 — Paris, 9 de fevereiro de 1981) foi um historiador e um dos primeiros militantes do movimento homossexual na França. É atribuído a Hahn a escrita da primeira tese de doutorado sobre a história da homossexualidade na França.
Entre 1965 e 1974, Hahn publicou regularmente textos na revista homófila Arcadie [fr], sob o pseudônimo "André Clair".

## Obras publicadas
- Français, encore un effort, l'homosexualité et sa répression. Choix de textes recueillis et présentés par Pierre Hahn. Paris: J. Martineau. 1970
- Les Déviations sexuelles. Paris: Filipacchi. 1974
- Nos ancêtres, les pervers : la vie des homosexuels sous le Second Empire. Paris: Olivier Orban. 1979. ISBN 978-2-84547-108-5